# Lamarche
Lamarche település Franciaországban, Vosges megyében. Lakosainak száma 814 fő (2022. január 1.). Lamarche Breuvannes-en-Bassigny, Larivière-Arnoncourt, Isches, Martigny-les-Bains, Mont-lès-Lamarche, Morizécourt, Romain-aux-Bois, Serécourt, Tollaincourt és Villotte községekkel határos.

## Népesség
A település népességének változása:
| Lakosok száma | 983  | 977  | 954  | 901  | 864  | 858  | 849  | 841  | 814  |
|               | 2013 | 2015 | 2016 | 2017 | 2018 | 2019 | 2020 | 2021 | 2022 |